# Оркестровые колокола
Не путать с обычными колоколами и оркестровыми пластинчатыми колокольчиками.
Колокола оркестровые, колокола трубчатые — ударный музыкальный инструмент в виде набора из 12—18 подвешенных на стойке металлических трубок, по которым ударяют колотушкой.
Звукоряд обычно хроматический (теоретически может быть любым), диапазон 1—1,5 октавы (обычно от F; нотируется октавой выше, чем звучит). Современные трубчатые колокола снабжены демпфером. Наряду с колокольчиками в оркестре колокола имитируют колокольный звон.

## История
Колокола вошли в состав симфонического оркестра в эпоху Великой французской революции и впервые использованы в произведениях Луиджи Керубини. Гектор Берлиоз писал, что колокола стали применяться в инструментовке партитур скopее pади театрального воздействия, чем чисто музыкальных эффектов: «3вук низких колокoлoв yместен тoлькo в тopжeственныx или пaтетическиx сценax; высoкие кoлoкoлa наoбоpoт, пpoизвoдят бoлее спoкoйнoе впечатление; в ниx есть чтo-тo сeльскoе, наивное и этo делaет иx oсoбеннo пoдxoдящими для религиозных сцен из деревенской жизни». В русскую оркестровую музыку впервые введён Михаилом Глинкой в опере «Жизнь за царя» (финал «Славься»): «Под праздничный „красный звон“ колоколов ликующе звучит хор „Славься“… Для того, чтобы слушатель мог как можно сильнее почувствовать и осознать всё величие происходящего, Глинка наслаивает звон колоколов на партию оркестра и хора. Звучание хора, оркестра и колокольного звона сливаются в единое целое и в этой своей цельности венчают оперу».
Колокола современного типа были запатентованы в 1894 году англичанином Джоном Харрингтоном (John Harrington), хотя имеются сведения, что применялись и ранее. Высота звука зависит от длины цилиндра, от большего или меньшего диаметра — сила звука. По сравнению с классическими (настоящими, церковными) колоколами, цилиндрические гораздо проще настроить, а также они более компактны, хотя и несколько отличаются по тембру. Вместе с тем в оркестре несмотря на распространение оркестровых, применяются и классические колокола.

## В популярной музыке
Используются в джазовой, популярной музыке. Британский мультиинструменталист Майк Олдфилд завоевал широкую популярность среди слушателей, создав музыкальную трилогию Tubular Bells (1973), Tubular Bells II (1992), Tubular Bells III (1998) (а также выпустил перезаписанную с учётом современных достижений версию первого альбома трилогии — Tubular Bells 2003). Только в Британии было продано 2 630 000 копий первой части (34-й альбом в списке самых продаваемых в Великобритании за всю историю) и где-то 15—17 миллионов по всему миру. На обложках этих альбомов неизменно изображался погнутый цилиндрический колокол, ставший узнаваемым символом Майка Олдфилда.